# Бенцвајлер
Бенцвајлер (њем. Benzweiler) општина је у њемачкој савезној држави Рајна-Палатинат. Једно је од 134 општинска средишта округа Рајн-Хунсрик. Према процјени из 2010. у општини је живјело 217 становника. Посједује регионалну шифру (AGS) 7140011.

## Географски и демографски подаци
Бенцвајлер се налази у савезној држави Рајна-Палатинат у округу Рајн-Хунсрик. Општина се налази на надморској висини од 389 метара. Површина општине износи 3,2 km². У самом мјесту је, према процјени из 2010. године, живјело 217 становника. Просјечна густина становништва износи 68 становника/km².